# Free Law Project
Free Law Project è un'organizzazione non profit statunitense che fornisce accesso gratuito a documenti legali processuali, sviluppa strumenti di ricerca legale e supporta la ricerca accademica sul linguaggio legale. Si articola in diverse iniziative che raccolgono e condividono informazioni legali, inclusa la più grande raccolta di registrazioni audio di arringhe americane, una raccolta quotidiana di nuove opinioni legali espresse da 200 tribunali e organi amministrativi degli Stati Uniti, il progetto RECAP, che raccoglie documenti da PACER, e la visualizzazione delle citazioni della Corte Suprema (generate dagli utenti).
Free Law Project è stata fondata nel 2013 da Michael Lissner e Brian Carver con i membri del consiglio Thomas R. Bruce e Jerry Goldman.

## Iniziative
Free Law Project porta avanti una serie di iniziative, tra cui:
- CourtListener.com, un database accessibile sia via sito web che tramite API contenente fascicoli giudiziari, 900.000 minuti di registrazioni di arringhe, oltre ottomila giudici e oltre tre milioni di opinioni legali. Tutte le opinioni su CourtListener sono collegate tra loro da un indice di citazione e il grafico della citazione è disponibile tramite un'API.
- Progetto RECAP, che consente agli utenti di cercare automaticamente copie gratuite di documenti in PACER, un database legale statunitense online a pagamento, creando un database alternativo gratuito su Internet Archive e CourtListener.
- Judge and Appointer Database, che fornisce informazioni biografiche ed elettorali su oltre 8.000 giudici e soggetti deputati alla nomina dei giudici americani.
- Database of Reporters, che fornisce informazioni su oltre 400 giornalisti legali.

Tutto il lavoro di Free Law Project è open source e disponibile online.